# Pray for job
Pray for job is een lied van de Nederlandse hiphopartiest Jonna Fraser in samenwerking met de Nederlandse rappers Young Ellens en Sevn Alias en de Marokkaans-Nederlandse rapper MocroManiac. Het werd in 2018 als single uitgebracht.

## Achtergrond
Pray for job is geschreven door Abdelilah el Foulani, Carlos Vrolijk, Danny Radermacher, Jonathan Jeffrey Grando en Sevaio Mook en geproduceerd door Project Money. Het is een nummer uit het genre nederhop. In het lied zingen en rappen de artiesten over hun pad naar succes. Dit doen ze door te zingen hoe ze eerst geld verdienden en hoe ze dit als succesvolle rappers nu doen. In het lied zit een sample van het Italiaanse strijdlied Bella ciao. De inspiratie voor die sample kwam nadat Young Ellens het strijdlied eerder had gesampled in zijn nummer Bella ciao uit hetzelfde jaar als Pray for job. Fraser hoorde dat nummer en besloot dat hij ook Bella ciao wilde samplen. Het nummer werd bij radiozender NPO FunX uitgeroepen tot DiXte track van de week. 
De videoclip is geïnspireerd door televisieserie La casa de papel, waar het lied Bella ciao het themalied van is. 
Het is de eerste keer dat de vier artiesten samen op een nummer te horen zijn. Wel werd er onderling al met elkaar samengewerkt. Jonna Fraser en Sevn Alias waren eerder beiden onder andere te horen op Niks nieuws en Architect. Na Pray for job werd de samenwerking nog succesvol herhaald op Heartbroken. Young Ellens en Sevn Alias werkten voor Pray for job nog niet samen, maar herhaalden de samenwerking wel later op SVP. Ook MocroManic en Sevn Alias werkten na de eerste samenwerking nog een keer samen. Dit was in 2020 op Obsessed.

## Hitnoteringen
De artiesten hadden succes met het lied in de hitlijsten van Nederland. Het piekte op de 26e plaats van de Nederlandse Single Top 100 en stond vier weken in deze hitlijst. Er was geen notering in de Nederlandse Top 40; het kwam hier tot de negende positie van de Tipparade. 